# نفايات مشعة عابرة للحدود
نفايات مشعة عابرة للحدود هي كما تنص لوائح الولايات المتحدة هي نفايات ملوثة بالنويدات المشعة التي تنبعث من اضمحلال ألفا والتي تحتوي على نصف عمر أكبر من 20 سنة وبتركيزات أكبر من 100 كوري/جم (3.7 بيكريل/كغم).

## نبذة
بسبب طول عمر العناصر، يتم التخلص من النفايات المشعة العابرة للحدود بحذر أكثر من النفايات ذات المستوى المنخفض والنفايات المتوسطة المستوى.
في الولايات المتحدة يكون ناتج ثانوي لإنتاج الأسلحة، والبحث النووي وإنتاج الطاقة، ويتألف من معدات وقائية وأدوات وبقايا وحطام ومواد أخرى ملوثة بكميات صغيرة من العناصر المشعة (البلوتونيوم بشكل رئيسي).
بموجب القانون الأمريكي، يتم تصنيف النفايات المشعة العابرة للحدود بشكل إضافي إلى «معالجة ملامسة» و «معالجة عن بعد» على أساس حقل الإشعاع المقاس على سطح حاوية النفايات. 
تقوم الولايات المتحدة حاليًا بالتخلص بشكل دائم من النفايات المشعة العابرة للحدود المتولدة من الأنشطة النووية الدفاعية في محطة عزل النفايات التجريبية، وهو مستودع جيولوجي عميق.
لا تشمل البلدان الأخرى هذه الفئة، حيث تفضل اختلافات النفايات ذات المستوى العالي والمتوسط والمنخفض.